# Sympetalandra
Sympetalandra属はマメ科の属の一つである。5種が属すが、いずれもマレー群島区系に分布する木本である。

## 種

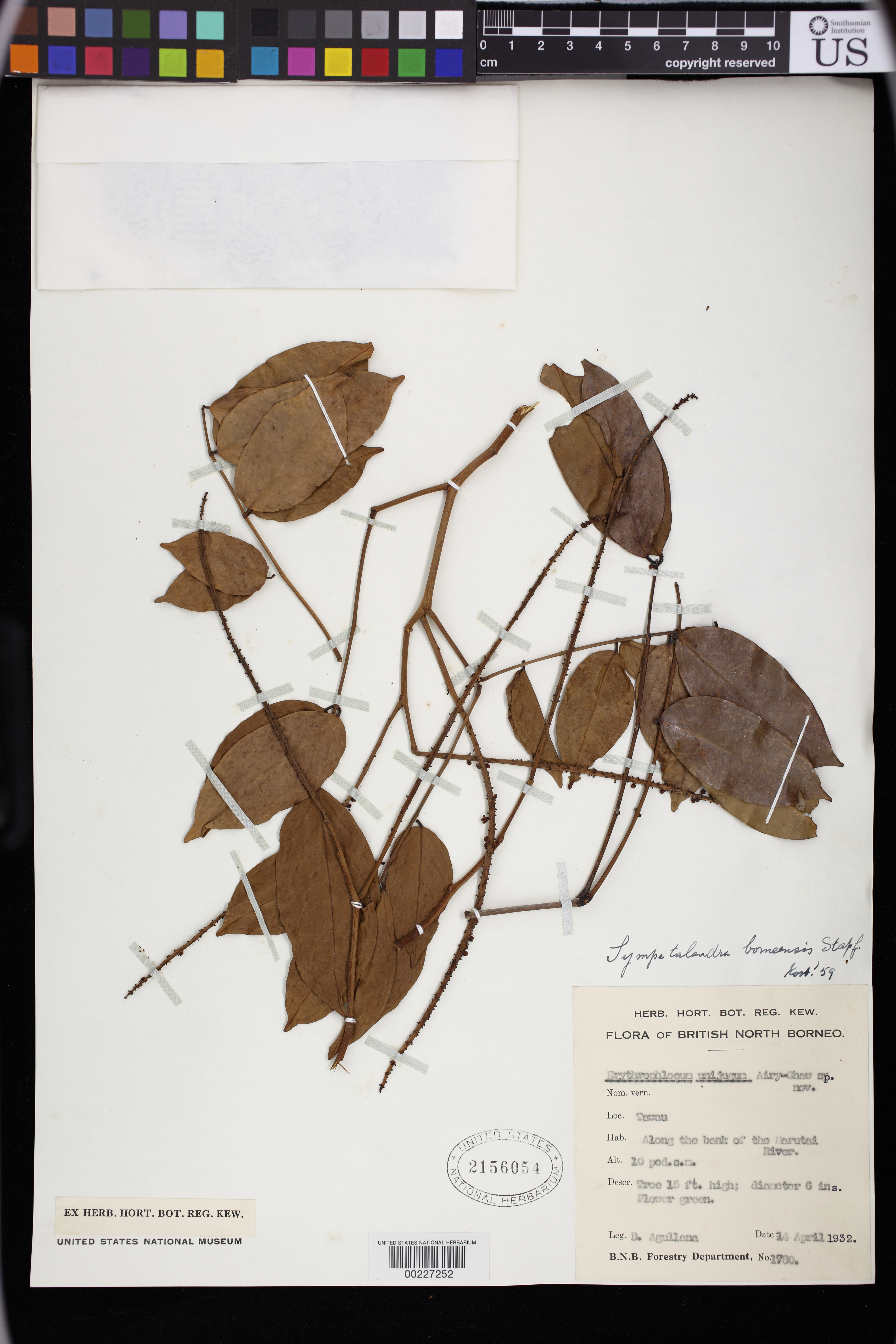
Sympetalandra unijuga の副基準標本（Agullana For. Dep.［Forestry Department］ 1780; スミソニアン博物館）

この属は1901年にボルネオ島産の標本から記載された Sympetalandra borneensis Stapf と、1975年にオランダの植物学者コルネリス・ファン・ステーニスがそれまでErythrophleum属として扱われていたものを再分類した2種（フィリピン固有のカマトグ Sympetalandra densiflora (Elmer) Steenis (シノニム: Erythrophleum densiflorum Elmer) およびマレー群島区系西部および中央部に見られる Sympetalandra unijuga (Airy Shaw) Steenis (シノニム: Erythrophleum unijugum Airy Shaw)）、そして同じ機会に新種として記載された2種（マレー半島ジョホール産の標本による Sympetalandra hildebrandii Steenis および小スンダ列島のフローレス島西部産の標本による Sympetalandra schmutzii Steenis）の計5種からなる属である。以上が van Steenis (1975) により提示された本属の分類であるが、キュー植物園系のデータベース Plants of the World Online ではそのまま同じ分類が受容されている。

## 他属との区別
この属は S. borneensis が記載されて以降長らく単型の属であり続け、後にこの属に移されることとなる S. unijuga が Erythrophleum unijugum Airy Shaw として1939年に初記載された際にはSympetalandra属のErythrophleum属からの独立性に懐疑的な見方も示されていた。状況が変わったのはジャケツイバラ亜科（Caesalpinioideae）内の複数属に対しての再検討論文 van Steenis (1975) が発表されてからであり、そこではErythrophleum属を含む他属との区別が以下のような形で定義された。なお見やすさを考慮し、Sympetalandra属に関係する要素は太字で示しておくこととする。
- 1a. 花は杯状の花床（花托）に独立した花を構成する要素が挿入されている; 葯室は縁が茶色である; 葉は小葉が互生するが明瞭に斑点が見られる訳ではない; 分布は旧世界である……Erythrophleum属
- 1b. 花を構成する要素の下に花床は一切見られない; 葯室の縁は茶色ではない……2. へ
- 2a. 雄蕊は5つに受精能力があり、もう5つは仮雄蕊（発育不全の不妊性雄蕊）である; 葉は明瞭に斑点が見られる訳ではない……3. へ
- 2b. 雄蕊は10本で蕾では均等な場合もあれば不均等な場合もあるものの、10本全てに受精能力が存在する; 葉には明瞭に斑点が見られる……4. へ
- 3a. 葉は2回羽状複葉であるが、全体が無毛であることはない; 葯は無毛である; 花柱は短い; 胚珠は8-11個である; 莢は多種多様である; 種子は小さくて固く、胚乳が有る; 分布は新世界である……Dimorphandra属
- 3b. 葉は1回羽状複葉で無毛である; 葯は先端が早落性の軟毛で覆われる; 胚珠は4個か5個である; 種子は大きくて軟らかく無胚乳で、粗大な莢の中に入る; 分布は新世界である……Mora属
- 4a. 葉は1回羽状複葉あるいは2回羽状複葉で、小葉が対生する; 花は成熟すると花弁や雄蕊が基部で融合する; 雄蕊は花から突出する; 胚珠は2-6個である; 莢は極めて粗大（10-70センチメートル）で、遅れて裂開する性質を持ち、木質の莢片を持つ; 種子は1-4個で大柄（3-5.5センチメートル）である; 分布はマレー群島区系である……Sympetalandra属
- 4b. 葉は2回羽状複葉で、小葉が互生する; 花弁と雄蕊は独立している; 雄蕊は花から突出しない; 胚珠は1個か2個である; 莢は平たく非裂開性で薄く皮革様、4-6×2-3センチメートルである; 種子は1個で平たく、約1センチメートルである; 分布はアフリカである……Burkea属

## 属の特徴
本属全体に共通する特徴は以下のように定義される。
- 板根を持つ30メートル以下の高木で、樹幹は直径21メートル以下×50(-70) センチメートルである。
- 葉は1回羽状複葉で（1-）2（-3）対の小葉を持つかもしくは2回羽状複葉であり、羽片は1-3対でそれぞれに3-5対の小葉がつく。小葉は対生で、明瞭に斑点が見られる。
- 花
  - 萼および花冠には明瞭に腺が見られる。
  - 萼は鐘状で、蕾の時は5裂片が鱗状に重なる。
  - 花弁は窪み、広く鱗状に重なり合い、非常に若い蕾の時は独立しているように見えるが、生長すると基部で融合し、そこに雄蕊も沿着する。
  - 雄蕊は無毛で、蕾の時は明らかに不揃いで5つは短め・もう5つが長めで、初めのうちは花糸がまっすぐであるが生長途中の蕾では蛇行して伸びて行き、やがて長く花の外に突出し、成熟期になると不揃いであった長さが維持されているか判断し難くなる。葯は背面で固定され、内開きで楕円形、大きく背生の暗褐色の葯隔（葯帯; 2つの花粉袋を連結する組織）を持つ。雄蕊内の「円盤」は1種において見られ、雄蕊管に沿着する。
  - 子房は非常に若い蕾では無柄であるが、生長途中の蕾では子房柄が見られるようになり（ただし S. hildebrandii の場合はまだ確かめられていない）、多くの場合紡錘状で有毛である。胚珠は2-6個である。花柱は非常に若い蕾では極めて短く直立するが、生長途中の蕾では反り返るか曲がりくねるかし、成熟期にはまっすぐとなる。
- 莢は大きく木質で、脈が顕著に認められ、圧縮されているが複数の種子にわたって隆起し、多かれ少なかれ並行の面を持つか種子と種子との間でくびれが見られ、恐らく常に最終的には（遅れて）裂開し、莢片は窪みに納まる種子間で密にまとまる（偽隔壁）。
- 種子は1-4個で大きく（直径3-5.5センチメートル）無胚乳で、硬い皮革性の外種皮を持ち、圧縮されているが厚く、円形から広楕円形で、2つの大柄な子葉と幼芽のための小さな窪みがある。

ジャケツイバラ亜科の中でも特にmimosoid cladeに近縁であり、総状または円錐花序で小さな整正花をつけるという形態的特徴もこれを裏付けている。

## 種間の区別
Sympetalandra属5種の間の区別に関しては以下のようなものが与えられている。
- 1a. 花は無柄で、穂状花の花軸は柔毛が密生するか緩く有毛である; 葉は2回羽状複葉で小葉は大抵2対である……カマトグ（S. densiflora）
- 1b. 花に小花柄が見られる……2. へ
- 2a. 小花柄は先端に節が見られ、短くこぶのような形の花柄を残し、総状花の花軸は多くの場合緩く有毛である; 葉は2回羽状複葉であり、小葉は1（2、3の場合も）対である……S. unijuga
- 2b. 小花柄は基部に節が見られ、花軸上にこぶ状の花柄を残したりはしない…… 3. へ
- 3a. 葉は1回羽状複葉、小葉は（1-）2（-3）対で乾燥すると表面は黒ずみだし、下部は暗褐色となる; 花軸は無毛で厚めであり、黒ずんでいく; 胚珠は2個である……S. borneensis
- 3b. 葉は2回羽状複葉であるが黒ずんだりはしない; 花軸は有毛であるが黒ずんだりせず、厚めにもならない; 胚珠は3-6個である……4. へ
- 4a. 葉は1対である; 小花柄は約1ミリメートルである; 萼は緩く細軟毛が見られる; 雄蕊内に円盤は存在しない; 子房は無毛で大きな腺が数本見られ、（蕾の時に）無柄である; 胚珠は5個あるいは6個である……S. hildebrandii
- 4b. 葉は3-2対である; 小花柄は2.5-3ミリメートルである; 萼は無毛である; 雄蕊内の円盤は環状で雄蕊管の基部に沿着し、5つの円鋸歯が見られる; 子房は毛深く、有柄である; 胚珠は3個あるいは4個である……S. schmutzii